# Ichneumon erythrogaster
Ichneumon erythrogaster är en stekelart som beskrevs av Gmelin 1790. Ichneumon erythrogaster ingår i släktet Ichneumon och familjen brokparasitsteklar. Inga underarter finns listade i Catalogue of Life.